# Myrmarachne bamakoi
Myrmarachne bamakoi là một loài nhện trong họ Salticidae.
Loài này thuộc chi Myrmarachne. Myrmarachne bamakoi được Lucien Berland & Millot miêu tả năm 1941.